# جينيت جوليان
جينيت جوليان (بالفرنسية: Ginette Jullian)‏ ولدت في 8 ديسمبر 1917 في مونبلييه، توفيت في 4 أوت 1962 في مهينا (تاهيتي، بولينيزيا الفرنسية)، كانت عميلة سرية خلال الحرب العالمية الثانية.